# Liste von Schiffen mit dem Namen Bismarck
Bismarck ist mehrfach als Name oder Bestandteil des Namens von Schiffen genutzt worden. Der Name rührt von einem deutschen Adelsgeschlecht her, das seit dem 13. Jahrhundert belegt ist. Die Schiffe wurden zumeist benannt nach dessen berühmtesten Vertreter, dem preußischen Ministerpräsidenten und Reichskanzler Otto von Bismarck. Die Bismarck Sea ist nach der Schlacht in der Bismarcksee benannt, die Bismarcksee jedoch wiederum nach Otto von Bismarck.

## Schiffsliste
| Bezeichnung       | Schiffsart                                               | Klasse / Typ                        | Baujahr | Bauwerft                                            | Eigner | Dienstzeit                                                   | Verbleib                                                                           | Bild |
| ----------------- | -------------------------------------------------------- | ----------------------------------- | ------- | --------------------------------------------------- | --- | ------------------------------------------------------------ | ---------------------------------------------------------------------------------- | ---- |
| Bismarck          | Bark                                                     |                                     | 1866    | Martin Willers, Lienen                              | |                                                              | 1874 gesunken                                                                      |      |
| Count Bismarck    | Bark, Walfänger                                          |                                     | 1867    | Gebrüder Knickmann, Bremen Woltmershausen           | H. Hackfeld & Co., Honolulu | 1867–1901                                                    | 1899 in Mercator umbenannt, 1901 in Dänemark gestrandet                            |      |
| Bismarck          | Gedeckte Korvette                                        | Bismarck-Klasse                     | 1877    | Norddeutsche Schiffbau AG, Gaarden                  | Kaiserliche Marine | 1878–1888                                                    | 1920 abgewrackt                                                                    |      |
| Fürst Bismarck    | Bark                                                     |                                     | 1877    | AG Weser, Bremen                                    | Schrader & Gärtner | 1877–1912                                                    | 1912 verkauft, 1917 durch U-Boot versenkt                                          |      |
| Bismarck          | Güter- und Passagierraddampfer                           |                                     | 1883    | Berninghaus-Werft                                   | DGNM |                                                              | 1951 abgewrackt                                                                    |      |
| Bismarck          | Hölzerner Dampfschlepper                                 |                                     | 1888    | Neafie & Levy, Philadelphia                         | Cahill Towing Line, New York | 1888bis?                                                     |                                                                                    |      |
| Bismarck          | Frachtdampfer                                            |                                     | 1890    | Reiherstiegwerft, Hamburg                           | P. Mestermann, Rostock | 1890–1933                                                    | verkauft, umbenannt Nymphe                                                         |      |
| Fürst Bismarck    | Passagierschiff                                          |                                     | 1891    | AG Vulcan, Stettin                                  | HAPAG | 1891–1905                                                    | 1905 von der russischen Marine übernommen und in Don umbenannt, 1923/24 abgewrackt |      |
| Fürst Bismarck    | Raddampfer                                               |                                     | 1891    | Werft Blasewitz, Blasewitz                          | Sächsisch-Böhmische Dampfschiffahrts-Gesellschaft | 1891–1919                                                    | 1919 in Herrnskretschen umbenannt, 1967 abgewrackt                                 |      |
| Fürst Bismarck    | Großer Kreuzer                                           |                                     | 1897    | Kaiserliche Werft, Kiel                             | Kaiserliche Marine | 1900–1918                                                    | 1920 abgewrackt                                                                    |      |
| Fürst O. Bismarck | Passagierschiff; im Ersten Weltkrieg auch Schleppdampfer | Bismarck-Klasse (1904), Dampfschiff | 1904    | Oderwerke, Stettin, Baunummer 543                   | 1945 versenkt, gehoben, Stern- und Kreisschifffahrsgesellschaft (Berlin; bis 1948); VEB Fahrtschiffahrtsgesellschaft (Berlin-Ost; ab 1952: D.S.U.), Werft in Plaue/Havel 1947 Neptun; Überholung 1951 MS Friedenswacht (noch 1972, Weiße Flotte); Verlängerung und Motorisierung 1959/60 Elbewerft in Aken; (1987+); (Dorotheenstadt? (wann?)); 1999: MS Heiterkeit, Lindner & Taubert GbR, Berlin | 1904–1945, 1947–1987+; liegend: <1999 bis heute (Stand 2020) | 1999 Studio- oder Agenturschiff, liegt in Berlin                                   |      |
| Fürst Bismarck    | Passagierschiff                                          |                                     | 1905    | Fairfield Shipbuilders, Govan                       | HAPAG | 1905–1914                                                    | 1914 in Friedrichsruh umbenannt, 1935 abgewrackt                                   |      |
| Bismarck          | Vorpostenboot                                            |                                     | 1914    |                                                     | Kaiserliche Marine | 1914–1917                                                    | 1917 gesunken                                                                      |      |
| Bismarck          | Dampflogger                                              |                                     | 1917    | Schiffbaugesellschaft „Unterweser“, Lehe            | Deutsche Dampffischereigesellschaft „Nordsee“, Nordenham | 1917bis?                                                     |                                                                                    |      |
| Bismarck          | Passagierschiff                                          | Imperator-Klasse                    | 1922    | Blohm & Voss, Hamburg                               | HAPAG |                                                              | Britische Kriegsbeute, als Majestic im Dienst der White Star Line, 1940 abgewrackt |      |
| Bismarck          | Schlachtschiff                                           | Bismarck-Klasse                     | 1939    | Blohm & Voss, Hamburg                               | Kriegsmarine | 1940–1941                                                    | 1941 versenkt                                                                      |      |
| Bismarck Sea      | Geleitflugzeugträger                                     | Casablanca-Klasse                   | 1944    | Kaiser Shipbuilding, Vancouver                      | United States Navy | 1944–1945                                                    | 1945 versenkt                                                                      |      |
| Bismarck Sea      | Schlepper                                                |                                     | 1976    | Main Iron Works, Houma                              | K-Sea Transportation Partners, New Brunswick | seit 2005                                                    | in Fahrt                                                                           |      |
| Bismarckhöhe      | Tagesausflugsschiff                                      | Binnenfahrgastschiff (BiFa) Typ III | 1977    | VEB Yachtwerft Berlin                               | Reederei Bernd Kuhl, Werder (Havel) | seit 1977                                                    | in Fahrt                                                                           |      |
| Bismarck Wind     | Produktentanker                                          |                                     | 1982    | Hayashikane Shipbuilding & Engineering, Shimonoseki | NT Management, Piräus | 2005–2007                                                    | ab 8. März 2007 verschrottet                                                       |      |